# Wit Kasteel (Sint-Truiden)

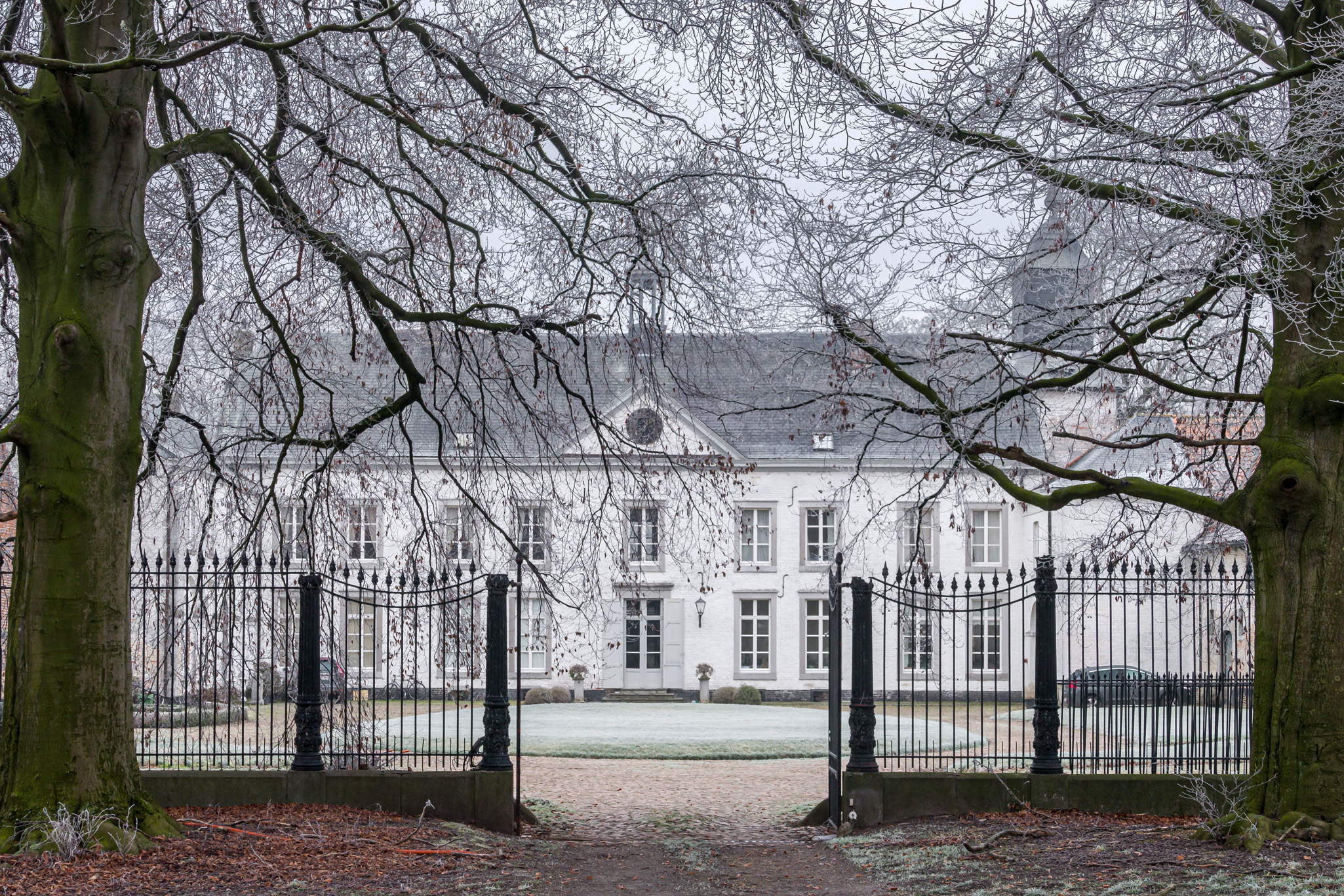

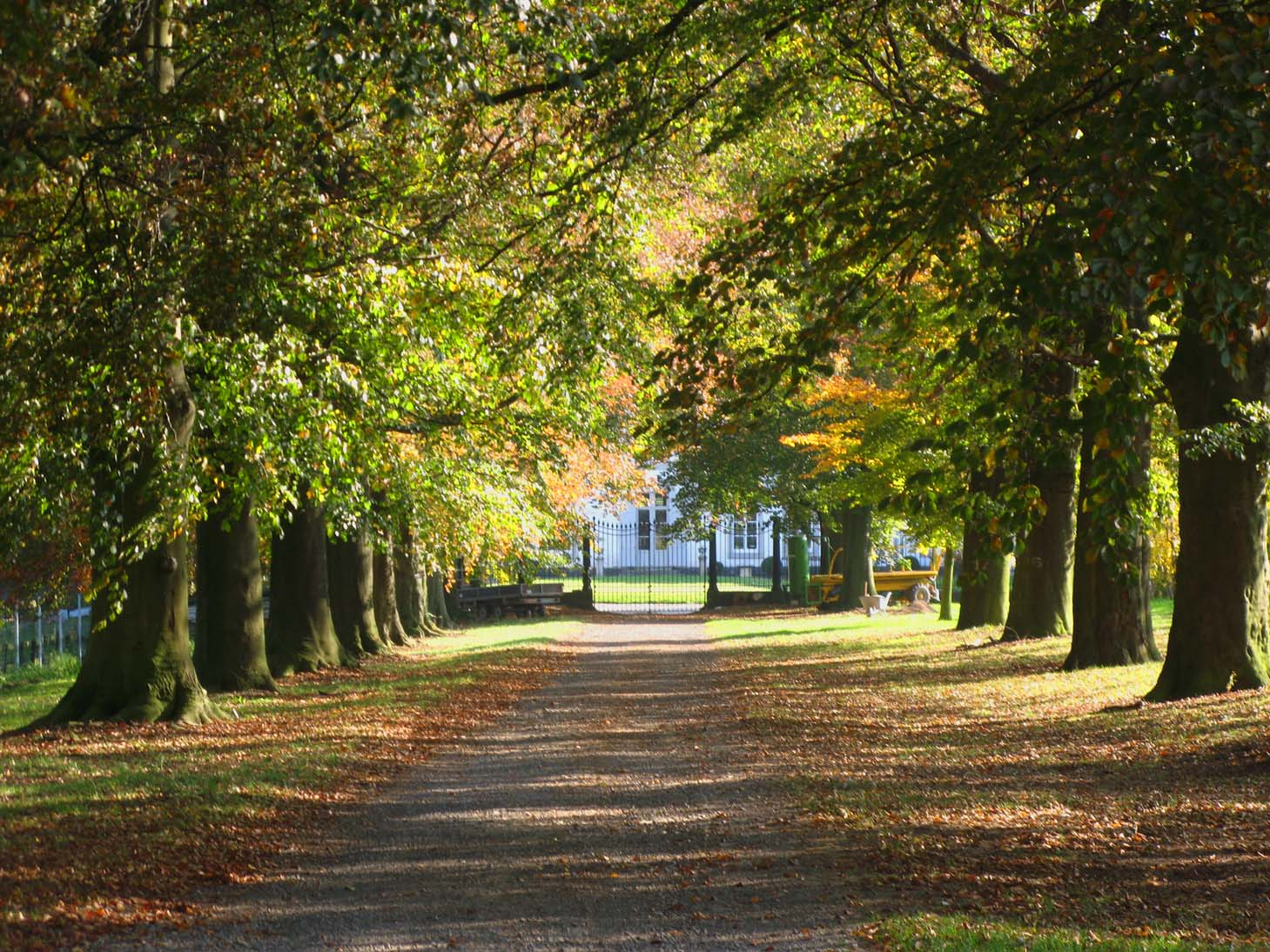
Beukendreef

Het Wit Kasteel is een kasteel, gelegen aan de Truilingenstraat 1 te Kerkom-bij-Sint-Truiden.

## Geschiedenis
In het kasteel zetelde een achterleenman van de heerlijkheid Heers. Vanaf 1396 was het van de familie Van Hinnisdael, vanaf 1604, door huwelijk, Heusch van Zangereye, in het vierde kwart van de 17e eeuw kwam het aan De Moffart en in het eerste kwart van de 18e eeuw aan de familie De Brouckmans.

## Gebouw en domein
De oudste delen van het huidige complex zijn in de 17e-eeuws gebouwd in Maaslandse renaissancestijl. Alleen de hoeve en de zuidoostelijke hoektoren bleven hiervan bewaard. De rest werd in het 4e kwart van de 18e eeuw verbouwd in classicistische stijl. Het is een U-vormig geheel, gegroepeerd rond een voorplein dat met een hekwerk is afgesloten. Naast het kasteel is er een midden-19e-eeuwse conciërgewoning en een koetshuis.
Dit alles ligt in een groot park, dat ook enkele vijvers omvat. Er is een beukendreef die toegang geeft tot het kasteel, en in het noorden ligt de Cicindriabeek, met aan de overzijde een bescheiden bosgebied, dat het zicht afschermt van het nabijgelegen vliegveld.
De vierkante hoektoren heeft een fraaie spits. De hoeve is grotendeels in vakwerkbouw, met bakstenen opgevuld. Deze hoeve omvat een woonhuis en twee identieke dwarsschuren.
Het geheel werd in 1980 beschermd als monument.